# 千葉県立四街道北高等学校
千葉県立四街道北高等学校（ちばけんりつよつかいどうきたこうとうがっこう）は千葉県四街道市栗山にある県立高等学校。通称は「四北」（よつきた）、「四北高」（よつきたこう）

## 概要
2年次より、保育基礎コースが設置される。卒業までに保育検定の取得を目指す。また、植草学園大学・植草学園短期大学・敬愛大学・千葉敬愛短期大学と協定を結んでおり、各校の教授陣から講義を受けることができる。

### 校訓
求全・協和・自強

### 教育目標
- 校訓の『求全・協和・自強』を目指した教育を実践し、人としてのあり方や正しい職業感を身につけさせ、進路希望の実現を図る。
- 「生きる力」の育成を目指して、生徒・職員が誇りを持って日々の活動に取り組み、地域から信頼され、夢と意欲を育む学校を創る。

## 設置学科
- 普通科

## 沿革
- 1985年（昭和60年）4月1日 - 開校

## 部活動
| - 運動部 - 野球部 - ソフトボール部 - サッカー部 - 女子バレーボール部 - 男女バスケットボール部 - テニス部 - ソフトテニス部 - バドミントン部 - 卓球部 - 弓道部 - 剣道部 - 陸上競技部 | - 文化部 - 演劇部 - 合唱部 - コンピュータ部 - 書道部 - 写真部 - 漫画研究部 - 吹奏楽部 - 美術工芸部 - 家庭科部 - 茶道部 - 文芸部 - 囲碁・将棋同好会 - 生物同好会 - 軽音楽同好会 |

## アクセス
- JR総武本線四街道駅徒歩約20分

## 周辺の施設
- 四街道市役所
- 四街道市立図書館
- 千葉県立千葉盲学校
- 四街道市立中央小学校
- くりやま幼稚園
- 四街道さくら病院
- エービン薬局四街道大日店
- 四街道市立中央小学校
- みどりがおか幼稚園
- イトーヨーカドー
- 四街道市立四街道北中学校